# Misiewicze (rejon werenowski)
Misiewicze (biał. Місявічы; ros. Мисевичи) – agromiasteczko na Białorusi, w obwodzie grodzieńskim, w rejonie werenowskim, w sielsowiecie Misiewicze.
Dawniej wieś, okolica szlachecka i dwór. W dwudziestoleciu międzywojennym leżały w Polsce, w województwie nowogródzkim, w powiecie lidzkim, w gminie Wawiórka.